# Ragadeep
Ragadeep – gaun wikas samiti we wschodniej części Nepalu w strefie Sagarmatha w dystrykcie Okhaldhunga. Według nepalskiego spisu powszechnego z 2001 roku liczył on 430 gospodarstw domowych i 2154 mieszkańców (1110 kobiet i 1044 mężczyzn).